# Sydfront 21
Sydfront 21 (ASÖ 21) var en militärövning (arméövning) som genomfördes i Sverige mellan den 25 april och 10 maj 2021. Sydfront 21 genomfördes i huvudsak inom det geografiska område som motsvarar Södra militärregionen och Västra militärregionen med koncentration kring Försvarsmaktens övnings- och skjutfält i närheten av Björka, Karlsborg, Revingehed, Skillingaryd, Skövde och Vaggeryd. I övningen deltog inalles 3.500 soldater och officerare samt kadetter ur armén från 13 förband och skolor.